# Rui Quintas
Rui Manuel Quintas Gião Couquinha mais conhecido por Rui Quintas (Barreiro, Barreiro, 20 de Dezembro de 1971) é um actor e dobrador português.

## Carreira
Como actor participou em várias comédias televisivas como Maré Alta, Camilo em Sarilhos, etc. Como dobrador é conhecido por ter uma voz particular de um cavalheiro.

## Televisão
- 2012 - Dancin' Days (2012)
- 2011 - Rosa Fogo
- 2009 - Patito Feo - Direção de Dobragens e Personagem Leandro.
- 2008 - Morangos Com Açúcar
- 2007 - Deixa-me Amar .... Rogério
- 2006 - Camilo em Sarilhos .... Francisco
- 2005 - Ninguém Como Tu .... Cúmplice de Mário e Teresa
- 2005 - Inspector Max .... Bernardo (actor convidado)
- 2004 - Maré Alta .... Passageiro do Navio
- 2002 a 2003 - O Último Beijo .... Sebastião (participação em 29 episódios)
- 2002 - Lusitana Paixão .... Júlio
- 2002 - Às Duas por Três .... Vários Personagens
- 2002 - Não Há Pai .... António (participação especial no episódio: O Jarreta)
- 2002 - O Olhar da Serpente
- 2001 - Bairro da Fonte ..... Tomás (participação em 3 episódios)
- 2000 - As Pupilas do Sr. Doutor
- 1999 - Um Sarilho Chamado Marina .... Vasco (participação especial num episódio: Contas à Vida)
- 1999 - A Vida como Ela É
- 1998 - Bom Baião .... Vários Personagens
- 1996 - Pista Dupla (série brasileira)

## Teatro
Rui Quintas não só é actor como dirige actores e encena diversas peças de teatro. Colabora na ArteViva, companhia de teatro do Barreiro.
"Actor. Voz off. Encenador. Rui Quintas tem um currículo invejável na área do teatro e da televisão....a sua formação profissional começou na área da representação, quando em 1993 tirou o Curso de Actores no Instituto de Formação Investigação e Criação Teatral (IFICT). (Rui Quintas – “Rosto do Ano Teatro 2008”)" por Andreia Catarina Lopes
Encenações
- O Menino de Belém, de Manuel Martinez Mediero
- O Aumento, de Georges Perec
- A Paixão Segundo o Árbitro, a partir da obra de Manuel Martinez Mediero
- Rua Do Inferno, de António Onetti[3]
- Kvetch, de Steven Berkoff
- A Adivinha, de Ilse Losa[4]
- Antes que a Noite Venha, de Eduarda Dionísio[5]
- Grande Revista do Sec. XX, de Fernando Arrabal
- Depois da Tempestade, de Sergei Belbel[6]
- A Exceção e a Regra, de Bertolt Brecht
- Soirée, de Ricardo Guerreiro e Jorge Cardoso
- Sempr'Abril, de Ricardo Guerreiro e Jorge Cardoso